# Misanteca aurea
Misanteca aurea là loài thực vật có hoa trong họ Nguyệt quế. Loài này được (Huber) Lundell miêu tả khoa học đầu tiên năm 1969.